# Пинчуков, Андрей Викторович
Андрей Викторович Пинчуков (2 октября 1957, Семипалатинск — 2 декабря 2016, там же) — советский и казахстанский футболист, игравший на позиции последнего защитника; футбольный тренер. Трёхкратный чемпион Казахстана (1994, 1995, 1998), обладатель клубного рекорда семейского «Спартака» по проведённым матчам (582). Мастер спорта СССР и Казахстана.

## Биография

### Клубная карьера
Воспитанник семипалатинского футбола, первые тренеры — Виктор Алексеевич Сиротенко и Виталий Афанасьевич Шевелёв. На взрослом уровне начал выступать в 1975 году в местном «Спартаке». В 1979 году был приглашён в главную команду республики — алматинский «Кайрат», в его составе сыграл 15 матчей и забил 1 гол в высшей лиге Союза, в том же году в составе сборной Казахской ССР принимал участие в Спартакиаде народов СССР.
В 1980 году вернулся в Семипалатинск, где выступал следующие девять лет. В 1986 году стал лучшим бомбардиром клуба в сезоне, забив 12 голов. В 1989—1990 годах в течение полутора сезонов снова играл за «Кайрат», выступавший к тому времени в первой лиге.
В дебютных сезонах независимого чемпионата Казахстана выступал за «Шахтёр» (Караганда) и «Булат» (Темиртау). В 1994 году вернулся в семипалатинский клуб, носивший теперь название «Елимай», и в его составе выиграл три чемпионских титула, Кубок страны и бронзовые медали национального первенства. Сыграл 6 матчей в Кубке чемпионов Азии. Последний матч на профессиональном уровне сыграл в возрасте 42 лет.
Всего в высшей лиге Казахстана провел 225 матчей и забил 5 мячей, а также 15 матчей и 1 гол в высшей лиге чемпионата СССР. Является обладателем клубного рекорда семейского «Спартака» по числу сыгранных матчей в чемпионатах (582).

### Тренерская карьера
После завершения игровой карьеры работал в «Елимае» начальником команды (2001), затем тренером. В сентябре-октябре 2003 и с мая 2004 по 2006 был главным тренером клуба. В 2007—2010 годах работал в узбекских клубах «Машъал» и «Насаф». В 2011 году вернулся в Семей и был назначен главным тренером «Спартака», игравшего в первой лиге, затем до последних дней жизни работал в тренерском штабе команды, в 2016 году преобразованной в «Алтай».

## Достижения
- Чемпион Казахстана (3): 1994, 1995, 1998
- Обладатель Кубка Казахстана: 1995
- Обладатель Суперкубка Казахстана: 1995
- Бронзовый призёр чемпионата Казахстана: 1996
- Обладатель Кубка Казахской ССР: 1983
- Финалист Кубка Казахской ССР: 1984
- Победитель зонального турнира 2 лиги чемпионата СССР (1977)